# Hồng Vân, Ân Thi
Hồng Vân là một xã thuộc huyện Ân Thi, tỉnh Hưng Yên, Việt Nam.

## Địa lý
Xã Hồng Vân nằm ở phía nam huyện Ân Thi, có vị trí địa lý:
- Phía đông giáp xã Tiền Phong
- Phía tây giáp huyện Kim Động
- Phía nam giáp xã Hạ Lễ và xã Hồng Quang
- Phía bắc giáp xã Hồ Tùng Mậu.

Xã Hồng Vân có diện tích 4,53 km², dân số năm 2019 là 4.117 người, mật độ dân số đạt 909 người/km².

## Giao thông
Xã Hồng Vân có tỉnh lộ 200 và tỉnh lộ 200D chạy qua.